# Daniel Horvath
Daniel Horvath (en ruso: Даниэль Хорват, Kirovsk, Rusia, 25 de enero de 1989) es un actor español de ascendencia ruso-húngara. Ha participado en diferentes largometrajes y series televisivas. Habla distintos idiomas, entre ellos inglés, ruso, español y catalán.

## Biografía
Daniel Horvath nació en Kírovsk (Múrmansk), Rusia, el 25 de enero de 1989. Su madre, Valentina Horvath, nació en Budapest, Hungría y su padre, Andrey Panchenko, en Rusia.
Realizó sus estudios primarios en Rusia hasta que cumplió 14 años y se trasladó a una escuela en régimen de internado en Malta (RBSM Página Oficial) en donde se graduó y comenzó el desarrollo de sus cualidades actorales. Se trasladó a Barcelona (España) para ingresar en la ESEI International Business School graduándose por la Universidad de Staffordshier Página Oficial de Inglaterra en Dirección y Administración de Empresas. 
Estudió interpretación en la a Academia de Arte Dramático Nancy Tuñon y Jordi Olivier de Barcelona. En el año 2014 se trasladó a Los Ángeles (EE. UU.) y empezó a trabajar con Larry Moss.
Con 19 años colaboró en el programa Toma Cero y a Jugar de Telecinco con David Muro y poco después encarnó, en la serie Aida de la misma cadena, el personaje de Henrik (un chico Sueco). En el año 2010 participó en la serie de la RTV de Catalunya La Riera dando vida al personaje de Dimitri.
Representado por la agencia de actores "Ramón Pilacés" colaboró en el 2014 en el largometraje Kamikazede Álex Pina y, más tarde, en el Proyecto Lazarus de Mateo Gil.
En la edición del Festival de Cine de Cannes de 2015 Daniel Horvath fue invitado al Festival de Cine de Cannes en 2015 donde presentó el cortometraje Washakie y el chico de las manos mojadas dirigido por Eric Monteagudo y Orió Peñalver con el papel de Dan Vaquero.
En 2015 participó como jurado internacional en el FILMETS Badalona Film Festival, junto con Isona Passola, presidenta de l’Acadèmia del Cinema Català.
En el año 2016 participa en la serie del canal de televisión Antena 3 Buscando el Norte y en el largometraje Amaranth dirigida por Mark Schoonmaker.

## Filmografía

### Televisión
| Año  | Título               | Cadena       | Notas       |
| ---- | -------------------- | ------------ | ----------- |
| 2013 | Aída                 | Telecinco    | 1 episodio  |
| 2014 | La Riera             | TV3          | 3 episodios |
| 2016 | Buscando el norte    | Antena 3     | 4 episodios |
| 2022 | Now and Then         | Apple TV     | 1 episodio  |
| 2022 | Si lo hubiera sabido | Netflix      | 1 episodio  |
| 2022 | Santo                | Netflix      | 4 episodios |
| 2024 | Cicatriz             | Amazon Prime | 2 episodios |

### Películas
| Año  | Título                                   | Director                       | Notas              |
| ---- | ---------------------------------------- | ------------------------------ | ------------------ |
| 2014 | Kamikaze                                 | Álex Pina                      | Papel Secundario   |
| 2015 | Washakie y el chico de las manos mojadas | Eric Monteagudo, Orió Peñalver | Papel Protagonista |
| 2015 | Encounter with a Mirror                  | Germán de Diego                | Papel Protagonista |
| 2016 | Framed                                   | Marc Martínez                  | Papel Protagonista |
| 2016 | Proyecto Lazaro                          | Mateo Gil                      | Papel Secundario   |
| 2016 | Savant                                   | Javi Araguz                    | Papel Secundario   |
| 2017 | Amaranth                                 | Mark Schoonmaker               | Papel Secundario   |
| 2019 | Paradise Hills                           | Alice Waddington               | Papel Secundario   |
| 2019 | Ventajas de viajar en tren               | Aritz Moreno                   | Papel Secundario   |
| 2022 | El fred que crema                        | Santi Trullenque               | Papel Antagonista  |
| 2022 | American Carnage                         | Diego Hallivis                 | Papel Secundario   |
| 2025 | La Huella Del Mal                        | Manuel Ríos San Martín         | Papel Secundario   |
| 2026 | La Tregua                                | Miguel Ángel Vivas             | Papel Secundario   |

### Teatro
| Año  | Título               | Director      |
| ---- | -------------------- | ------------- |
| 2013 | The time and Conways | J.B.Priestley |

### Cortometrajes

#### 2009
- En el nom d'una morta. UAB

#### 2010
- Magic Powder. ESCAC
- Unstable. Universidad Internacional de Cataluña
- GIFT “lover”. UACE

#### 2011
- The bill calls all doors. ESCAC

#### 2012
- The Devil’s Advocate. paper – Attorney Moises. ESCAC
- Section 8 – driver. ESCAC
- Jimmy Karont. ITES

#### 2013
- Hamlet. Bande a part.

#### 2019
- Flotando. Frankie De Leoanrdis.